# Łotewscy posłowie do Parlamentu Europejskiego 2004–2009
Łotewscy posłowie VI kadencji do Parlamentu Europejskiego (od 20 lipca 2004) zostali wybrani 12 czerwca 2004.

## Lista według przynależności do grup

### Grupa Europejskiej Partii Ludowej (Chrześcijańscy Demokraci) i Europejskich Demokratów
Wybrani z listy Nowej Ery
- Aldis Kušķis
- Liene Liepiņa, od 19 marca 2009

Wybrany z listy Partii Ludowej
- Rihards Pīks

### Grupa Porozumienia Liberałów i Demokratów na rzecz Europy
Wybrany z listy Łotewskiej Drogi
- Georgs Andrejevs

### Grupa Unii na rzecz Europy Narodów
Wybrani z listy TB/LNNK
- Guntars Krasts
- Ģirts Valdis Kristovskis
- Inese Vaidere
- Roberts Zīle

### Grupa Zielonych – Wolny Sojusz Europejski
Wybrana z listy O Prawa Człowieka w Zjednoczonej Łotwie
- Tatjana Ždanoka

### Byli posłowie VI kadencji do PE
- Valdis Dombrovskis (wybrany z listy Nowej Ery) do 11 marca 2009, powołany na stanowisko premiera